# Adolf Verlohren
Karl Heinrich Adolf Verlohren (* 3. April 1794 in Dresden; † 11. August 1854 in Erfurt) war ein preußischer Generalleutnant.

## Leben

### Herkunft
Adolf war der Sohn des Oberkriegskommissars in der Sächsischen Armee Karl August Verlohren († 1799) und dessen Ehefrau Juliane Friederike Zender († 1800).

### Militärkarriere
Verlohren trat während der Befreiungskriege am 1. November 1813 als Freiwilliger in das 1. Landwehr-Regiment der Sächsischen Armee ein und avancierte am 8. Dezember 1813 zum Leutnant und Bataillonsadjutanten. Nach seiner Teilnahme an den Gefechten bei Courtray und Pont à Bouvines wurde Verlohren Anfang Juni 1814 Brigadeadjutant bei General von Bose.
Nach dem Krieg wechselte er am 16. Mai 1815 in preußische Dienste und wurde als Premierleutnant im 1. Thüringische Landwehr-Infanterie-Regiment angestellt. Am 3. Oktober 1815 folgte seine Versetzung in die Adjutantur und eine Verwendung als Adjutant des Inspekteurs der Landwehrinspektion Merseburg, General von Carlowitz. Dort wurde er am 30. März 1818 zum Kapitän befördert und von Ende März 1819 bis Ende März 1833 bei der 7., 5. und 11. Division verwendet. Als Major kam Verlohren anschließend in das 37. Infanterie-Regiment und kommandierte das II. Bataillon in Magdeburg. Vom 18. April 1836 bis zum 27. März 1841 war er Kommandeur des II. Bataillons im 15. Landwehr-Regiment in Paderborn. Anschließend in das 36. Infanterie-Regiment versetzt, wurde Verlohren Ende März 1841 Oberstleutnant. Am 22. März 1843 beauftragte man ihn dann mit der Führung des 31. Infanterie-Regiment und ernannte Verlohren am 16. Januar 1844 zum Regimentskommandeur. In dieser Stellung avancierte er Ende März 1844 zum Oberst, erhielt Anfang August 1848 kurzzeitig das Kommando über die 11. Landwehr-Brigade in Breslau und wurde am 7. September 1849 zum Kommandeur der 8. Landwehr-Brigade in Erfurt ernannt. Außerdem wurde Verlohren wenige Tage später dem 31. Infanterie-Regiment aggregiert.
Im Rahmen der Neuorganisation der Kontingente der Thüringischen Staaten wurde Verlohren am 7. April 1849 zum militärischen Reichskommissar ernannt. Am 4. April 1850 wurde er zum Generalmajor befördert und am 5. Mai 1852 zum Kommandeur der 15. Infanterie-Brigade ernannt. In dieser Stellung erhielt Verlohren Mitte Juli 1852 das Komturkreuz I. Klasse des Herzoglich Sachsen-Ernestinischen Hausordens und am 10. September 1853 das Ritterkreuz II. Klasse mit Eichenlaub des den Roten Adlerordens. Unter Verleihung des Charakters als Generalleutnant nahm er am 2. Mai 1854 seinen Abschied und verstarb bereits am 11. August 1854 in Erfurt.

### Familie
Verlohren war mit Agnes von der Ahee († 1874), verwitwete Gerichtsrätin Herrforth verheiratet.